# 落盤
落盤（らくばん、落磐）とは、坑道や地下構造物の天井、側壁や切羽が崩壊すること。

## 概要
落盤の原因は、支保工の施工性の問題、構造の老朽化、地質の脆弱性に起因するもの、ガス爆発などさまざま。坑道内で掘削中や構造物建設の最中に発生した場合、発生した土砂により多くの作業員等が下敷きとなる。さらに坑道が海底下にある場合には、落盤と同時に海水が流入（宇部炭鉱など）、地表に近い場合には潅漑用水が流入して作業員が溺死するケースもあるなど、深刻な労働災害を惹起する。

## 落盤という言葉を使う場所
- 鉱山、炭鉱
- トンネル（鉄道、道路）
- 洞窟
- 横穴
- 防空壕

## 事例
- コピアポ鉱山落盤事故